# Can Magí (Tossa de Mar)
Can Magí és un edifici del municipi de Tossa de Mar (Selva). És una construcció de tres plantes coberta amb una teulada a dues aigües de vessants a façana. L'edifici està ubicat en el costat dret del carrer Tarull, però simultàniament fa cantonada amb el carrer La Guàrdia. Forma part de l'Inventari del Patrimoni Arquitectònic de Catalunya.

## Descripció
La façana que dona al carrer La Guàrdia està subdividida en dos cossos i clarament estructurada en quatre crugies i subdividida en tres plantes, en les quals s'ha aplicat el mateix entramat compositiu, és a dir quatre grans obertures rectangulars en la planta baixa, cobertes amb un enreixat de ferro forjat. Tres obertures projectades com a balconades i una quarta de rectangular tapiada en el primer pis. I finalment dues obertures projectades com a balconades amb les seves pertinents baranes de ferro forjat, més dues simples finestres rectangulars, en el segon pis. Cal remarcar que totes les obertures estan complementades amb una espècie d'emmarcament motllurat.
Tanmateix és en la façana que dona al carrer Tarull, on es concentra tota la riquesa constructiva de l'edifici, com així ho evidencien ràpidament tots els elements que en ella s'hi apleguen: des dels capitells amb fulles d'acant d'ordre compost amb pilastres estriades, que emmarquen les finestres de la part inferior; passant per la magnífica vitrina de fusta policromada, sustentada per unes poderoses mènsules; fins a arribar a la gran balconada correguda, amb una magnífica barana de ferro forjat amb ornamentació vegetal del segon pis, el qual està culminat amb els cinc arcs de mig punt rebaixats.